# الدوري البحريني الممتاز 1987–88
الدوري البحريني الممتاز 1987-1988 هي النسخة الثانية والثلاثين من الدوري البحريني الممتاز.

## نظرة عامة
توج المحرق باللقب.